# Dubnas pagasts
Dubnas pagasts er en territorial enhed i Daugavpils novads i Letland. Pagasten etableredes i 1945, havde 928 indbyggere i 2010 og omfatter et areal på 64,25 kvadratkilometer. Hovedbyen i pagasten er Dubna.